# سفارة فرنسا في لبنان
سفارة فرنسا في لبنان هي أرفع تمثيل دبلوماسي لدولة فرنسا لدى لبنان. تقع السفارة في بيروت وهي تهدف لتعزيز المصالح الفرنسية في لبنان.

## وصلات خارجية
- الموقع الرسمي
- قائمة سفارات فرنسا
- قائمة السفارات في لبنان